# Ōuchi Yoshinaga
Ōuchi Yoshinaga est un nom japonais traditionnel ; le nom de famille (ou le nom d'école), Ōuchi, précède donc le prénom (ou le nom d'artiste).
Ōuchi Yoshinaga (大内 義長, 1532-1er mai 1557) est un samouraï du Kyushu au XVIe siècle, invité par Sue Harukata, qui vient de prendre le contrôle du clan Ōuchi dans l'incident Tainei-ji, à servir comme chef officiel des Ōuchi tandis que Sue est actif en coulisse. Yoshinaga est le frère cadet de Ōtomo Yoshishige. À la suite de la victoire de Mōri Motonari sur Sue en 1555 à la bataille de Miyajima, la position de Yoshinaga devient très vulnérable et il est contraint au suicide en 1557, ce qui entraîne l'extinction du clan Ōuchi.

## Source de la traduction
- (en) Cet article est partiellement ou en totalité issu de l’article de Wikipédia en anglais intitulé « Ōuchi Yoshinaga » (voir la liste des auteurs).